# Potamophylax juliani
Potamophylax juliani is een schietmot uit de familie Limnephilidae. De soort komt voor in het Palearctisch gebied.